# 生活列車
生活列車（せいかつれっしゃ）とは、九州旅客鉄道（JR九州）の子会社JR九州リテールがかつて運営していたコンビニエンスストアのブランド名である。JR九州の駅構内や駅近くで店舗を展開していた。
なお、JR九州リテールは1999年（平成11年）2月にam/pmと、2010年（平成22年）6月にファミリーマートと九州全域（宮崎県・鹿児島県の大部分の店舗および沖縄県の全店舗を除く）のフランチャイズ契約をした。これにより、既存の「生活列車」店舗は2000年代はam/pmとして転換・開業し、2010年以降はファミリーマート店舗としてリニューアルや新規開店するなどしたため、2012年現在「生活列車」としては営業していない。

## かつて店舗があった駅

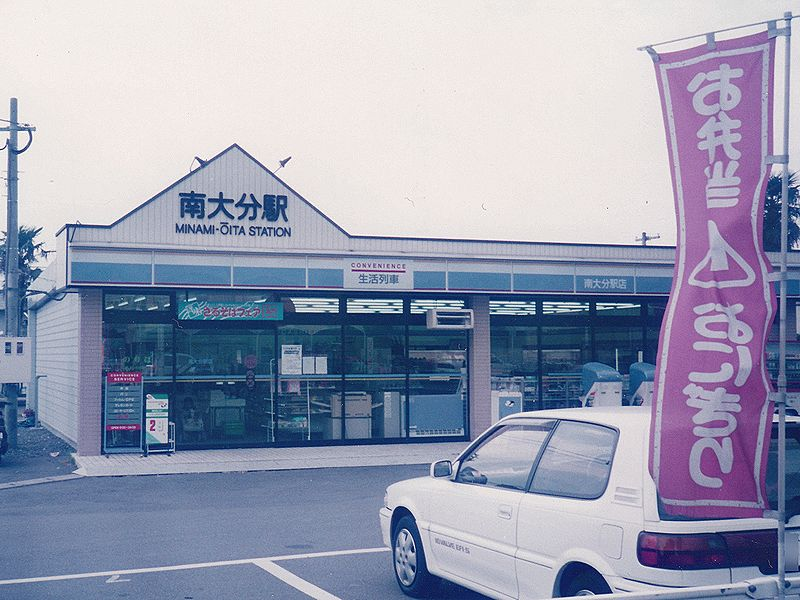
南大分駅店

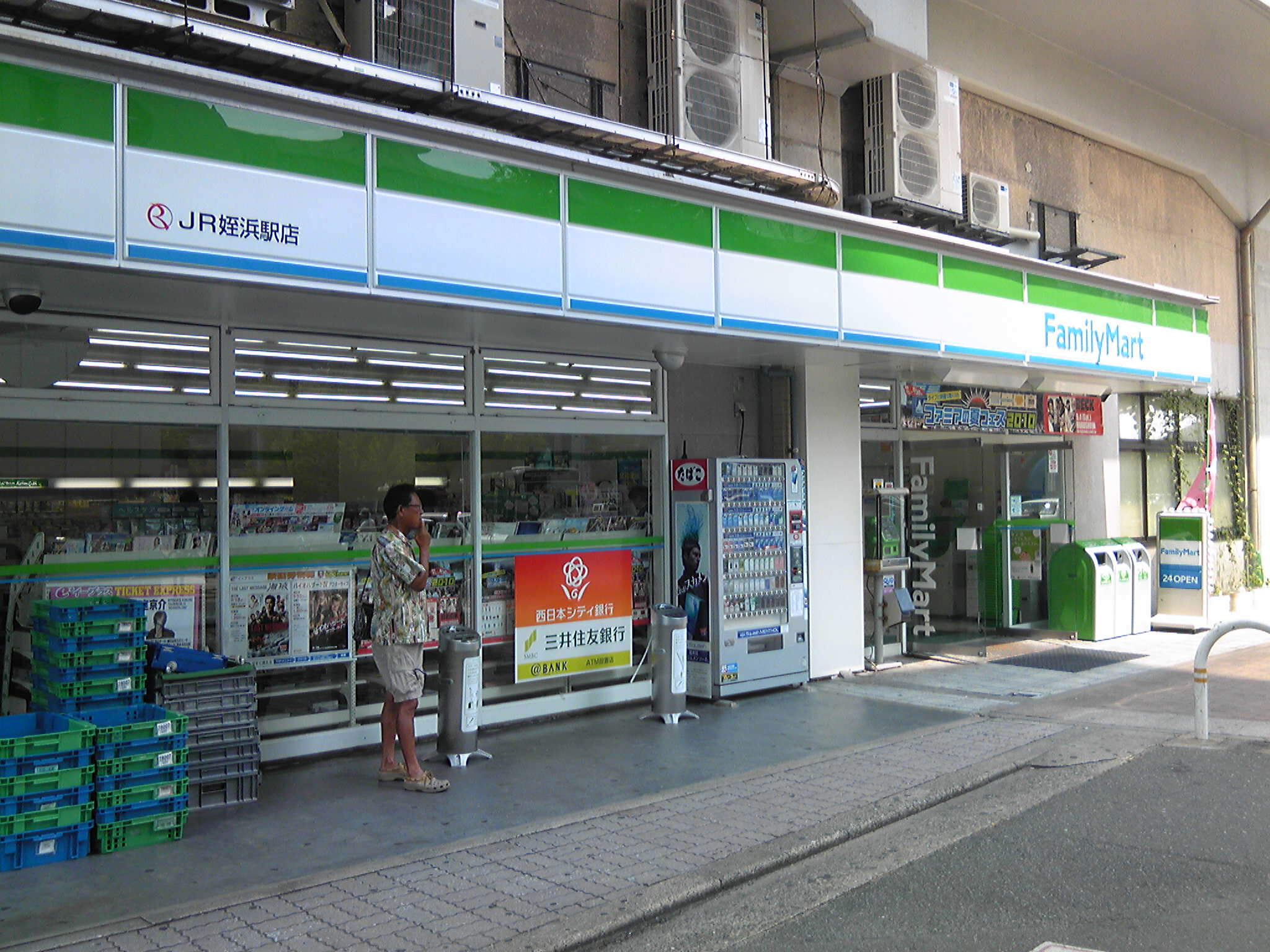
生活列車からam/pmを経てファミリーマートとなったJR姪浜駅店

★マークは2012年現在JR九州リテールがフランチャイズ運営するファミリーマートが出店している駅。
- 赤間駅★（1993年10月29日[1]）
- 荒木駅（1994年3月24日[1]）
- 浦上駅★（1993年12月1日[1]）
- 大町駅（1994年3月27日開店[1]）
- 大分駅★（1991年10月1日開店[2]）
- 大牟田駅★（1990年2月1日開店[3]）
- 折尾駅★（1992年3月21日開店[2]）
- 鹿児島中央駅★
- 香椎駅★
- 唐津駅★
- 熊本駅★
- 久留米駅★
- 黒崎駅★（1994年6月1日[4]）
- 小倉駅★
- 佐賀駅★
- 佐世保駅★（1990年11月2日開店[5]）
- 城野駅（1994年2月26日開店[1]）
- 水前寺駅
- 東郷駅（1990年4月20日開店[5]）
- 鳥栖駅★
- 戸畑駅★（1990年10月19日開店[5]）
- 中津駅（1994年6月10日開店[4]）
- 西唐津駅（1994年3月31日開店[1]）
- 直方駅（1991年5月29日開店[2]）
- 博多駅★（1993年10月29日開店[1]。ただしファミリーマートはJR博多シティ地下、エキサイド博多および博多駅改札内に出店）
- 福間駅★
- 二日市駅★（1号店として1987年2月に開業[6]）
- 福工大前駅★
- 別府駅★
- 南大分駅（1994年3月27日開店[1]）
- 南小倉駅
- 宮崎駅★（1993年10月1日[1]）
- 姪浜駅★（1992年8月3日開店[7]）
- 八代駅★（1993年3月18日開店[1]）
- 八幡駅★（1990年11月12日開店[5]）
- 行橋駅（1991年2月8日開店[5]）
- 吉塚駅★